# Eremogone dianthoides
Eremogone dianthoides är en nejlikväxtart. Eremogone dianthoides ingår i släktet Eremogone och familjen nejlikväxter.

## Underarter
Arten delas in i följande underarter:
- E. d. dianthoides
- E. d. tuncbasii